# NGC 5410
NGC 5410 је спирална галаксија у сазвежђу Ловачки пси која се налази на NGC листи објеката дубоког неба.
Деклинација објекта је + 40° 59' 17" а ректасцензија 14h 0m 54,5s. Привидна величина (магнитуда) објекта NGC 5410 износи 13,2 а фотографска магнитуда 14,0. NGC 5410 је још познат и под ознакама UGC 8931, MCG 7-29-34, CGCG 219-41, KCPG 406A, VV 256, KUG 1358+412A, PGC 49893.